# Diö
Diö est une localité suédoise de la paroisse de Stenbrohult. Elle est située sur le territoire de la commune d'Älmhult (province de Småland), dans le comté de Kronoberg. En 2005, on y dénombrait 891 habitants répartis sur une superficie de 156 hectares.
Le plus gros employeur de Diö est le fabricant de matériel pour handicapés Invacare.